# Bernardo O'Higgins
‎
Bernardo O'Higgins Riquelme, čilski general, šef države, * 20. avgust 1778, Chillán, Čile, † 24. oktober 1842, Lima, Peru.
Kot se da sklepati po krstnem potrdilu, je Bernardo bil nezakonski sin Ambrosia O'Higginsa, v irski grofiji Sligo rojenega takratnega guvernerja španske kolonije Čile, in Isabel Riquelme. Ker je v tistem času španskim uradnikom v Ameriki bilo prepovedano se poročati z domačinkami, je Bernardo otroška leta preživel z materjo, oče (ki uradno ni nikdar priznal očetovstva) pa ga je finančno podpiral in skrbel za njegovo izobraževanje. 
Ko je oče leta 1796 postal podkralj Peruja, je Bernardo nadaljeval šolanje v Londonu. Tam se je seznanil z zamislimi za osamosvojitev španskih kolonij. Leta 1810 se je pridružil uporniškemu gibanju za osvoboditev Čila. Leta  1814 je njegova skupina bila premagana in se je bila primorana umakniti v Ande. V začetku leta 1817 je skupaj z enotami argentinskega generala Joséja de San Martína prešla v protinapad in 12. februarja je konjeniška enota pod O'Higginsovim poveljstvom v bitki v Chacabucu potolkla rojaliste. 16. februarja je bil imenovan za vrhovnega diktatorja Čila (ki je razglasil neodvisnost šele slabo leto kasneje, 12. februarja 1818) z diktatorskimi pooblastili. 
Njegova vladavina je trajala 6 let. V tem času sta bili ustanovljeni mesti La Unión in Vicuña, ustanovljena je bila vojaška akademija, določena še danes veljavna čilenska državna zastava, San Martínu je pomagal organizirati vojsko in mornarico, ki jo je le ta potreboval pri načrtovanju invazije v Peru, obenem je organiziral tudi čilensko vojsko in vojno mornarico, katere vodenje je poveril Thomasu Cochranu in Manuelu Blancu Encaladi. Zaradi strpnosti do protestantov in poskusa reform, kot je npr. zvišanje davkov, utrditev demokracije ali odprava plemiških nazivov, pa si je med vplivnimi in konzervativnimi veleposestniki naletele na odpor. 28. januarja 1823 ga je odstavil general Ramón Freire. O'Higgins se je umaknil v Peru, kjer je ostal vse do smrti leta 1842. Tudi v izgnanstvu je še naprej podpiral širjenje Čila proti jugu, ki se je zaključilo leta 1845 z ustanovitvijo mesta Punta Arenas ob Magellanovem prelivu. 
Leta 1869 so njegove posmrtne ostanke prenesli v Čile. Leta 1979 so jih prenesli z vojaške šole v mavzolej Oltar domovine pred predsedniško palačo La Moneda v Santiagu.